# Rona Nishliu
Rona Nishliu (Kosovska Mitrovica, 1986. augusztus 25. –) koszovói albán énekes, zeneszerző, rádiós személyiség, aki a 2012-es Eurovíziós Dalfesztiválon Albánia színeiben állt színpadra Bakuban, egy albán nyelvű dallal, a Suus-szal.

## Életrajz
Rona és családja, tizenhárom éves korában Kosovska Mitrovica északi részéről elköltöztek Pristinába, a mostani Koszovó fővárosába. 2004-ben kezdett el énekelni, amikor jelentkezett egy albán tehetségkutató műsorba, ahol az ötödik helyen végzett. Ezt követően a Radio Blue Sky-nál dolgozott Pristinában. 2011. december 29-én megnyerte az ötvenedik Festivali i Këngëst, a Suus (latin szó, jelentése: Egyéni) című dalával. Ő az első koszovói származású albán versenyző az Eurovíziós Dalfesztiválon.

## Diszkográfia
- Flakaresha
- Të Lashë
- Shenja
- Eja
- Veriu
- A ka arsy (Bim Bimma közreműködésében)
- Shko pastro pas saj
- Zonja Vdeke
- Suus

## Fordítás
- Ez a szócikk részben vagy egészben  a   Rona Nishliu című angol Wikipédia-szócikk fordításán alapul.  Az eredeti cikk szerkesztőit annak laptörténete sorolja fel. Ez a jelzés csupán a megfogalmazás eredetét és a szerzői jogokat jelzi, nem szolgál a cikkben szereplő információk forrásmegjelöléseként.